# Piątek trzynastego (przesąd)
Piątek trzynastego – przesąd uznający dzień za pechowy, kiedy piątek wypadnie w trzynasty dzień danego miesiąca.
Przesąd jest spotykany w krajach anglojęzycznych, francuskojęzycznych i portugalskojęzycznych. Taki sam status przesąd posiada w takich krajach jak: Polska, Estonia, Niemcy, Finlandia, Austria, Irlandia, Szwecja, Dania, Słowacja, Norwegia, Czechy, Słowenia, Bułgaria, Islandia, Belgia i Filipiny.
W Grecji, Rumunii i Hiszpanii za pechowy jest uznawany wtorek trzynastego, zaś we Włoszech piątek siedemnastego.
Strach przed piątkiem trzynastego jest nazywany paraskewidekatriafobią. Słowo to powstało z greckich słów paraskevi (piątek), dekatreis (trzynasty) i fobia (strach).
Istnieje pogląd, że feralność tej daty bierze początek od faktu, że w ten dzień (13 października 1307) aresztowano templariuszy, fałszywie oskarżonych przez króla Francji Filipa IV m.in. o herezję, sodomię i bałwochwalstwo (w rzeczywistości był on u nich ogromnie zadłużony i chciał się pozbyć wierzycieli). Według tej hipotezy ostatni wielki mistrz zakonu, Jacques de Molay, tuż przed spłonięciem na stosie przeklął Filipa IV i papieża Klemensa V, a rok później obaj nie żyli. Przekonanie o pechowości tej daty pojawiło się dopiero na początku XX wieku.
Data piątek 13-ego w ciągu każdego roku przypada co najmniej 1 raz i maksymalnie 3 razy.

## Wypadanie piątków 13-ego w zależności od pierwszego dnia roku
Lata zwykłe:
- poniedziałek: 13 kwietnia, 13 lipca
- wtorek: 13 września, 13 grudnia
- środa: 13 czerwca
- czwartek: 13 lutego, 13 marca, 13 listopada
- piątek: 13 sierpnia,
- sobota: 13 maja
- niedziela: 13 stycznia, 13 października

Lata przestępne:
- poniedziałek: 13 września, 13 grudnia
- wtorek: 13 czerwca
- środa: 13 marca, 13 listopada
- czwartek: 13 lutego, 13 sierpnia
- piątek: 13 maja
- sobota: 13 października
- niedziela: 13 stycznia, 13 kwietnia, 13 lipca[3]